# Stérnes
Stérnes är en ort i Grekland.   Den ligger i prefekturen Nomós Chaniás och regionen Kreta, i den södra delen av landet, 280 km söder om huvudstaden Aten. Stérnes ligger 173 meter över havet och antalet invånare är 836.
Terrängen runt Stérnes är kuperad västerut, men österut är den platt. Havet är nära Stérnes åt sydost. Runt Stérnes är det ganska tätbefolkat, med 72 invånare per kvadratkilometer. Närmaste större samhälle är Chania, 10,6 km väster om Stérnes. 